# 王允修
王允修（1500年—？年），字克成，直隶保定府容城縣人，明朝政治人物。

## 生平
治《易經》，行四，由縣學增廣生中式順天府鄉試第一百十二名舉人，年二十四歲中式嘉靖二年（1523年）癸未科會試第二百二十八名，第二甲第一百四十一名進士。历官刑部郎中，嘉靖十四年十二月奉命往山东録囚。十五年出任山西大同府知府，二十三年正月考察以不职閑住。

## 家族
曾祖王能，贈工部右侍郎。祖父王志廣，封工部右侍郎。父王寅，刑部右侍郎。前母李氏，贈淑人；母崔氏，封淑人。慈侍下。兄允中、允塞、允言。